# 1138
1138 (MCXXXVIII) va ser un any comú començat en dissabte del calendari julià.

## Esdeveniments
- 22 de gener: Benevent, Itàlia: un terratrèmol devasta la localitat.[1]
- 11 d'octubre: Alep, Síria: es registra un terratrèmol de 7,1, que deixa un saldo de 230.000 morts.[2]
- Nájera, Corona de Castella: el rei Alfons VII proclama l'Ordenament de Nájera.[3]

## Naixements
- Tiqrit (Iraq): Saladí, fundador de la dinastia aiúbida, soldà d'Egipte i de Síria i conqueridor de Jerusalem.[4]

## Necrològiques
- 25 de gener - Roma (Itàlia): Anaclet II, antipapa.[5]
- Fes (Marroc): Avempace, metge i filòsof d'Al-Àndalus.[6]